# ディライト (豊崎愛生の曲)
「ディライト」は、豊崎愛生の楽曲。田村歩美が作詞・作曲を手掛けた。豊崎の10枚目のシングルとして2014年3月19日にMusicRay'nから発売された。
2枚目のアルバム『Love letters』のために田村が手掛けた楽曲の1つで、『豊崎愛生2nd concert tour 2013 letter with love』と並行して制作とレコーディングを行った。そのため豊崎自身非常に気に入っており、いずれ収録するつもりで温めていたという。

## 音楽性
豊崎曰く「自分の素のままで歌える曲」。歌詞中の「君」は、誰を対象にしているか特に明示されていないため、2014年2月1日に開催された『スフィアLIVE2014 スタートダッシュミーティング Ready Steady 5周年！ in 日本武道館』での楽曲初披露では歌詞中の「君」を聴衆であることを念頭においた上で自身の想いを込めたという。なおハモの旋律はA・Bパートで異なるという。そのため、通常楽器のみのインストを「一緒に歌う」ことを意図してハモを入れたという。
PVは、猫が住む小湊鉄道のとある駅舎で行われた。猫が印象的なシーンは、監督から渡された8ミリカメラで豊崎自身が撮影したものである。乗車時はつり革に捕まっていて激しい揺れを実感したため慎重にリップシンクを行ったという。なお電車の貸切は全車ではなく既に運行している車両に連結する方式が採られた。そのため発車時刻に間に合わせるためかなり慌ただしかったという。なお時間帯は早朝に行われたため寒かったことを明かしている。

## シングルリリース
2014年3月19日にMusicRay'nから発売された。豊崎のシングルとしては前作「CHEEKY」から半年ぶりのリリースで、2枚目のアルバム『Love letters』から半年ぶりのリリースとなるため、豊崎自身「新たな一歩」が感じられたという。また豊崎は、CDバージョンが終着点ではないことも述べている。
販売形態は初回生産限定盤（SMCL-328/9）と通常盤（SMCL-330）の2種リリースで、初回限定盤には本曲のPVとTVスポットを収録したDVDが同梱されている。ジャケットは赤を基調とした大人っぽい雰囲気に仕上がっており、撮影時は寒かったことを明かしている。
2曲目「おさんぽの唄」は、豊崎が幼稚園の先生に扮して子供に語りかける独り言ソング。コンセプト自体が脈絡のない歌詞がアップテンポでパワフルな曲。レコーディングはディレクターが用意した『きかんしゃトーマス』のエプロンを着て行ったという。なお口笛とピアニカの演奏は豊崎自身によるもので、ピアニカは7thシングル「オリオンとスパンコール」のために購入したものが使われている。

## シングル収録内容
| #         | タイトル                     | 作詞・作曲・編曲 | 時間  |
| --------- | ---------------------------- | ---------------- | ----- |
| 1.        | 「ディライト」               | 田村歩美         | 4:32  |
| 2.        | 「おさんぽの唄」             | 仁科亜弓         | 2:24  |
| 3.        | 「ディライト」(Instrumental) |                  | 4:31  |
| 合計時間: | 合計時間:                    | 合計時間:        | 11:27 |

| #  | タイトル                            | 作詞 | 作曲・編曲 | 時間 |
| -- | ----------------------------------- | ---- | ---------- | ---- |
| 1. | 「ディライト」(Music Clip)          |      |            |      |
| 2. | 「ディライト」(TV Spot 15sec+30sec) |      |            | 0:47 |

## チャート
| チャート（2014年）                | 最高位 |
| --------------------------------- | ------ |
| オリコン                          | 11     |
| Billboard JAPAN Hot Singles Sales | 16     |
| Billboard JAPAN Hot Animation     | 13     |
| サウンドスキャンジャパン          | 19     |